# Риззути, Анита
Ани́та Риззу́ти (англ. Anita Rizzuti, родилась 12 января 1971 года) — норвежская снукеристка. Жена известного норвежского снукериста Курта Мэфлина. Имеет двоих детей.
Играет в снукер на любительском уровне. В 2010 году получила приглашение для участия в квалификации к профессиональному турниру World Open 2010.

## Достижения
- Чемпионат мира IBSF по снукеру среди женщин 2006 — 1/4 финала[1]
- Чемпионат мира по снукеру среди женщин 2003 — 1/4 финала
- Чемпионат Норвегии по снукеру среди женщин 2002 — чемпионка
- Nordic Cup Ladies 2002 — чемпионка
- Чемпионат Европы по снукеру среди женщин 2001 — 1/2 финала
- Чемпионат Норвегии по снукеру среди женщин 2000 — чемпионка